# Poseban tretman
Poseban tretman é um filme de drama iugoslavo de 1980 dirigido e escrito por Goran Paskaljević. Foi selecionado como representante da Iugoslávia à edição do Oscar 1981, organizada pela Academia de Artes e Ciências Cinematográficas.

## Elenco
- Ljuba Tadić - Dr. Ilic
- Danilo Stojković - Steva
- Dušica Žegarac - Jelena
- Milena Dravić - Kaca
- Milan Srdoč - Ceda
- Petar Kralj - Marko
- Radmila Živković - Mila
- Bora Todorović - Rade
- Predrag Bijelić - Dejan
- Bata Živojinović - Direktor
- Pavle Vuisić - Direktorov otac
- Dušan Janićijević - Kum
- Danilo Lazović - Cira